# Llista de missions diplomàtiques a Guinea Equatorial

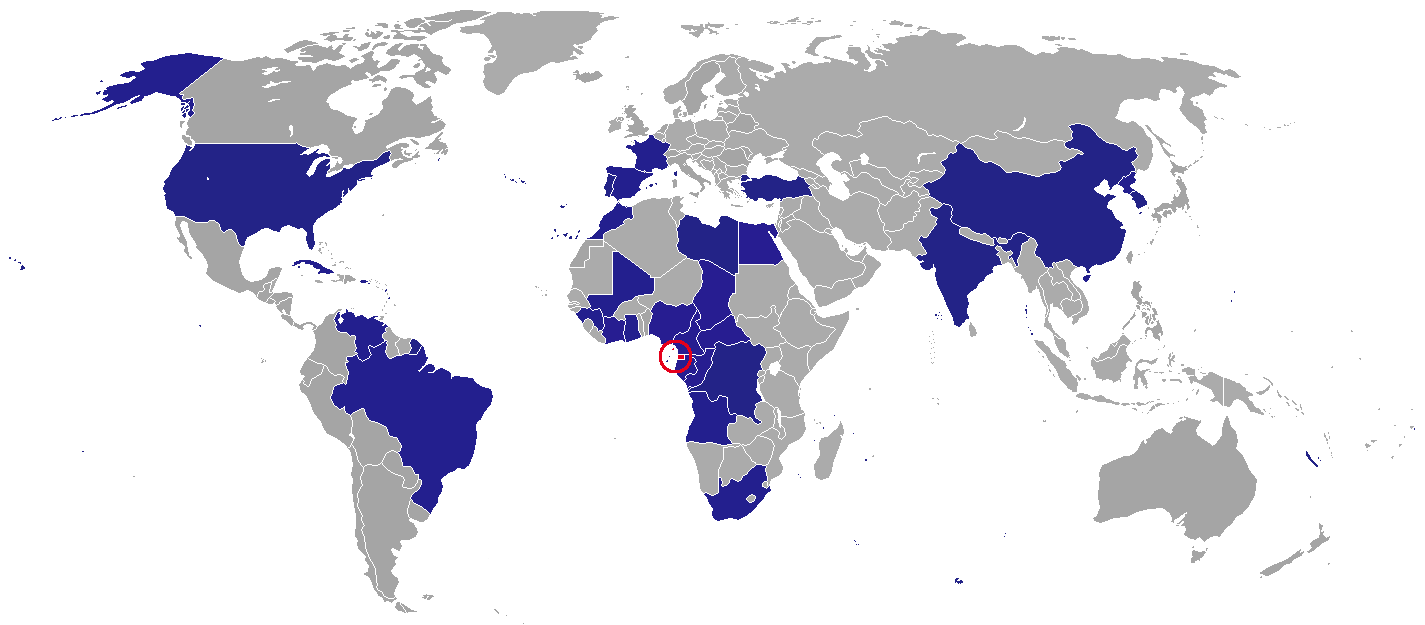
Missions diplomàtiques a Guinea Equatorial

Aquesta és una llista de missions diplomàtiques a Guinea Equatorial. En aquest moment hi ha 27 ambaixades a Malabo. Els consolats honoraris no s'enumeren a continuació:

## Ambaixades aMalabo
| - Angola - Benin - Brazil - Cameroon - Central African Republic - Chad - China - Rep. del Congo - Costa d'Ivori - Cuba - Egypt - France - Gabon - Germany | - Ghana - Guinea - North Korea - Mali - Morocco - Nigeria - São Tomé and Príncipe - South Africa - Spain - Turkey - Estats Units - Veneçuela Arxivat 2011-07-22 a Wayback Machine. |

### Consolats aBata
- Cameroon Consolat
- Nigeria Consolat
- Spain Consolat General

## Ambaixades no residents
| - Argentina (Abuja) - Australia (Madrid) - Austria (Abuja) - Belgium (Brazzaville) - Bulgaria (Abuja) - Canada (Yaounde) - Croatia (Lisbon) - Denmark (Pretoria) - Greece (Abuja) - Guatemala (London) - Ciutat del Vaticà (Yaoundé) - India (Luanda) - Indonesia (Dakar) - Israel (Yaounde) - Italy (Yaounde) - Japan (Libreville) - South Korea (Libreville) | - Malawi (Addis Ababa) - Mexico (New York) - Netherlands (Yaounde) - Norway (Luanda) - Paraguay (Pretoria) - Poland (Abuja) - Portugal (São Tomé) - Romania (Abuja) - Russia (Yaounde) - Senegal (Libreville) - Serbia (New York) - Slovakia (Abuja) - Sweden (Kinshasa) - Switzerland (Yaounde) - Turkey (Yaounde) - Ukraine (Madrid) |